# Kemi
För andra betydelser, se Kemi (olika betydelser).

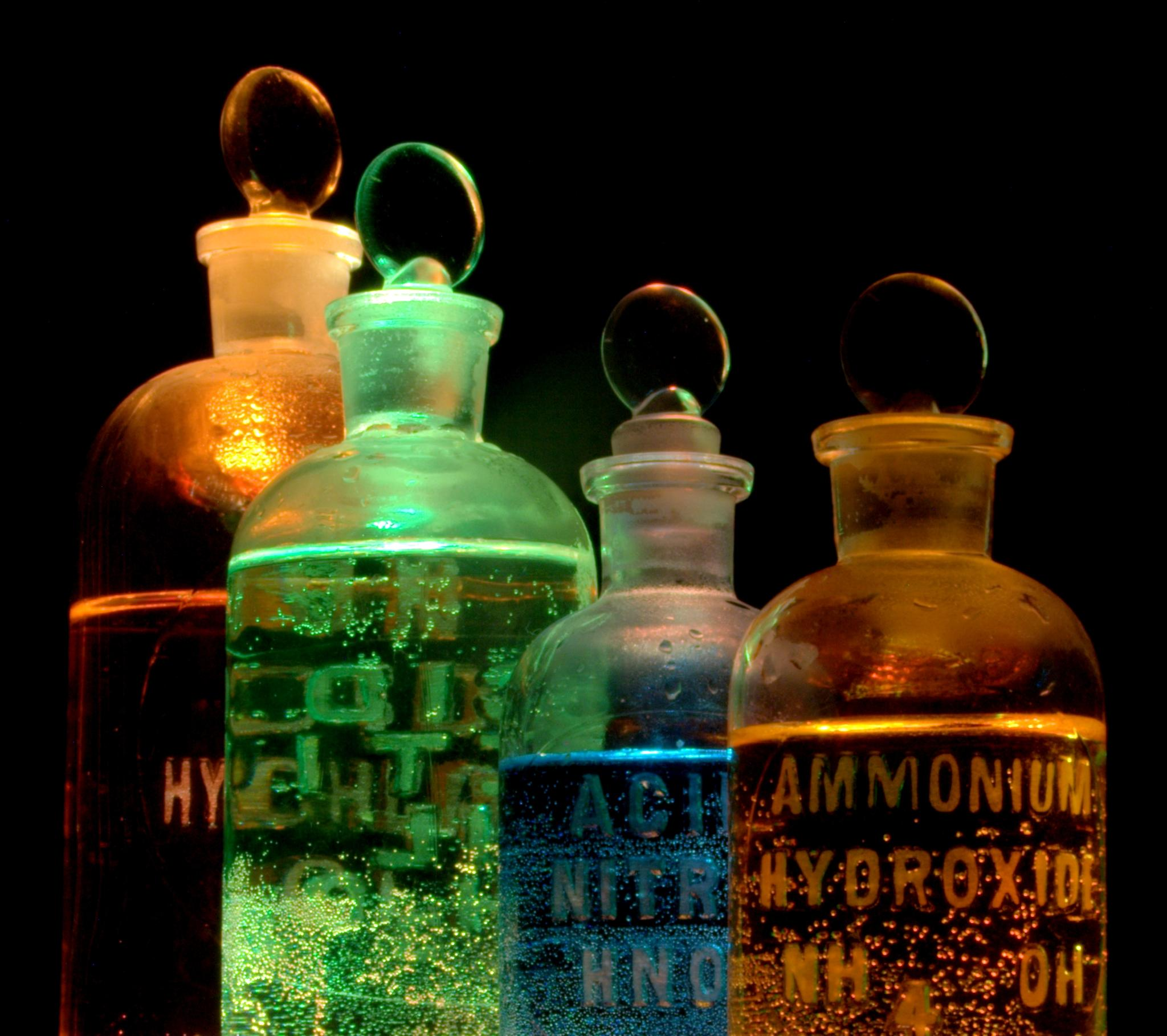
Kemi är läran som behandlar sammansättningen, strukturen och egenskaperna hos materia, såväl som förändringarna den genomgår under kemiska reaktioner.

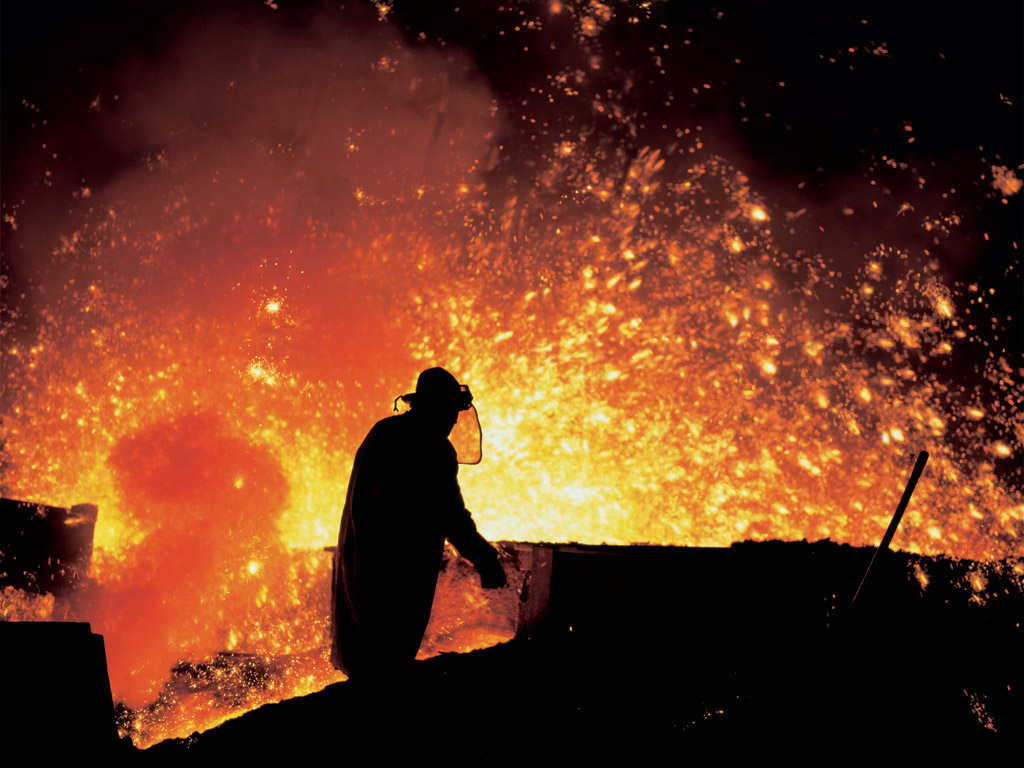
Kemi innebär studiet av olika substansers interaktioner och de energimängder som därvid omsätts.

Kemi (arabiska: كيمياء latin: chem (kēme), ordets etymologi är dock omtvistad) är en naturvetenskap som studerar materia, och dess sammansättning, uppträdande, struktur och egenskaper, såväl som de ändringar den genomgår vid kemiska reaktioner. Kemin undersöker olika typer av atomer, joner, molekyler, kristaller och andra tillstånd av materia, antingen för sig eller i kombination, vilka involverar begreppen energi och entropi i relation till spontaniteten hos kemiska processer.
Traditionellt delas kemins grenar in efter vilken typ av materia de behandlar. Dessa områden inkluderar: 
- Oorganisk kemi (utforskandet av oorganisk materia).
- Organisk kemi (utforskandet av organisk (kolbaserad) materia).
- Biokemi (utforskandet av kemiska substanser hos organismer).
- Fysikalisk kemi (utforskandet av kemiska processer med användning av fysikaliska modeller och sammanhang).
- Analytisk kemi (analys av prover för att få förståelse för deras kemiska sammansättning och kemiska struktur).
- Kärnkemi (där atomkärnan är i fokus och man studerar radioaktiv påverkan på kemiska reaktioner, olika isotopers kemiska egenskaper, såväl som omvandling av grundämnen genom fusion, fission eller naturligt sönderfall).
- Teoretisk kemi (är ett samlingsnamn för flera teoretiska varianter av kemi som kan tillämpas inom de mer praktiska varianterna av kemi, t.ex. kvantkemi som kan tillämpas inom nästan alla fält av kemi).

På senare år har ett flertal specialiserade discipliner vuxit fram. Exempel på sådana är neurokemi (utforskandet av nervsystemets kemi), miljökemi (studiet av kemiska processer i naturen) och materialkemi (studiet av olika material).
Kemi utövades till en början som alkemi, en protovetenskap ur vilken kemi sedan växte fram.

## Sammanfattning
Kemi är läran om interaktionerna mellan kemiska substanser, vilka består av atomer eller endast subatomära partiklar: protoner, elektroner och neutroner.
Atomer kombinerade bildar molekyler eller kristaller. Kemi kallas ibland för "den centrala vetenskapen" (en: the central science) eftersom den sammanbinder flera andra naturvetenskapliga områden såsom astronomi, fysik, materialvetenskap, biologi och geologi.
Kemins ursprung kan spåras till visst äldre utövande, känt som alkemi, en lära som praktiserats under tusentals år i flera delar av världen.
Strukturen på de objekt vi i vardagen använder och egenskaperna hos den materia vi ständigt interagerar med påverkas som en följd av kemiska substansers egenskaper. Till exempel är stål hårdare än järn med lägre kolinnehåll på grund av att dess atomer är starkare ihopbundna i en stabilare kristallstruktur; trä brinner eller genomgår snabb oxidation eftersom det över en viss temperatur kan reagera spontant med syre i en kemisk reaktion; socker och salt löser sig i vatten till följd av att deras molekylära/joniska egenskaper är sådana att upplösning är fördelaktig under dessa förhållanden.

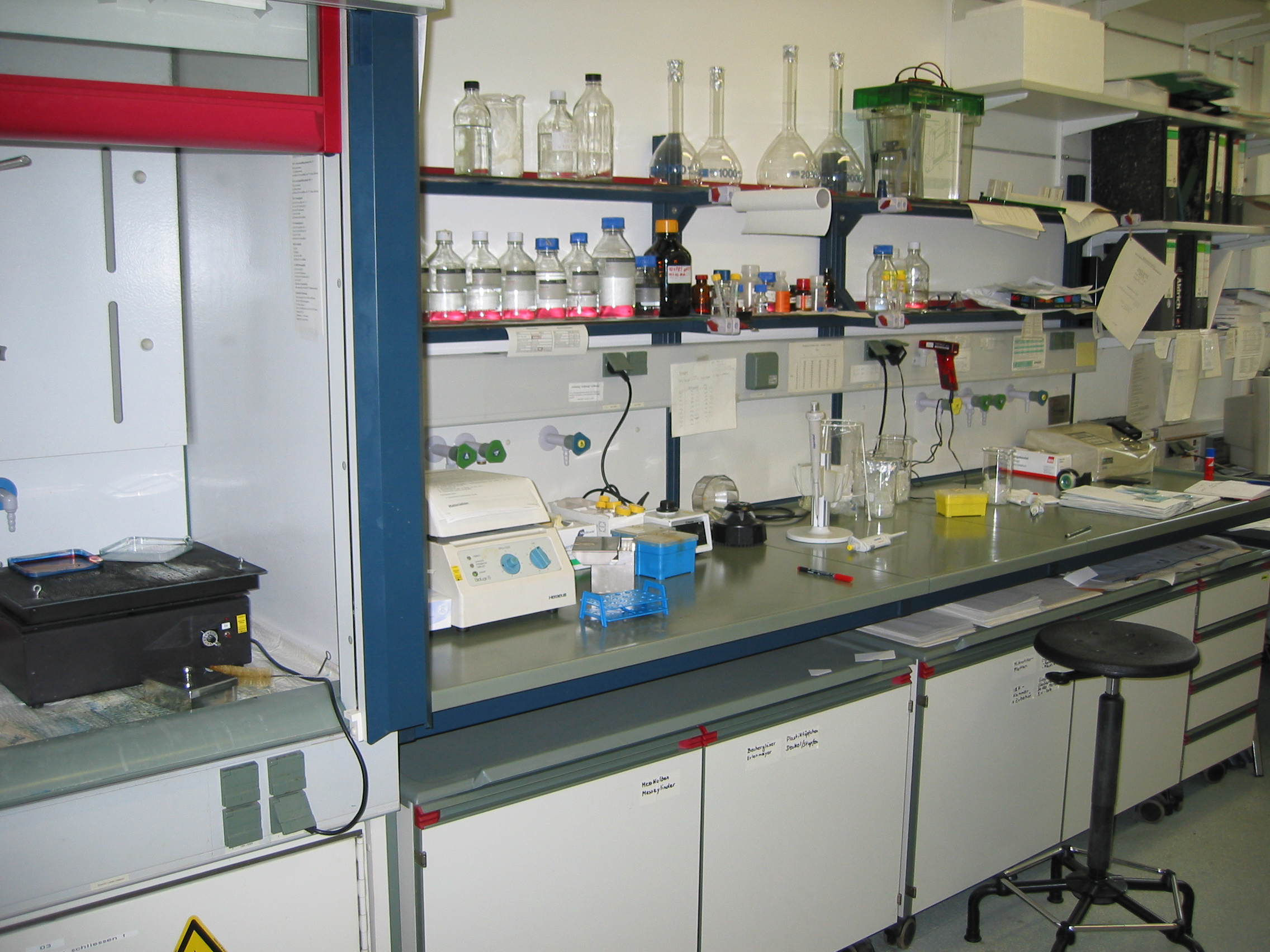
Ett laboratorium på institutet för biokemi vid Kölns universitet.

Övergångarna som studeras inom kemin kommer som resultat av interaktioner mellan antingen olika kemiska substanser eller mellan materia och energi. Traditionell kemi behandlar undersökandet av interaktioner mellan kemiska substanser i ett kemiskt laboratorium med hjälp av olika typer av olika glasverktyg.
En kemisk reaktion är en omvandling av kemiska substanser till en eller flera andra substanser. En reaktion kan skrivas som en reaktionsformel. Antalet atomer till vänster och höger i ekvationen för en kemisk omvandling är allra oftast lika.
Energi och entropi är två mycket viktiga begrepp i nästan all kemi. Kemiska substanser klassificeras efter deras struktur, skepnad, såväl som deras kemiska sammansättning. De kan analyseras med hjälp av olika metoder inom kemisk analys, exempelvis med spektroskopi och kromatografi.

## Historia
Forntida egyptier banade väg för den syntetiska "våtkemin" för upp till 4000 år sedan. 1000 f.Kr. använde forntida civilisationer tekniker som kom att utgöra basen för flertalet av kemins grenar, tekniker så som utvinning av metall ifrån malm, krukmakeri, jäsning för tillverkning av öl och vin, skapande av pigment för kosmetika och målning, extraktion av kemikalier ifrån växter till mediciner och parfymer, tillverkande av ost, färgning av kläder, garvande av skinn, omvandlande av fett till tvål, tillverkning av glas och skapande av bronslegeringar.

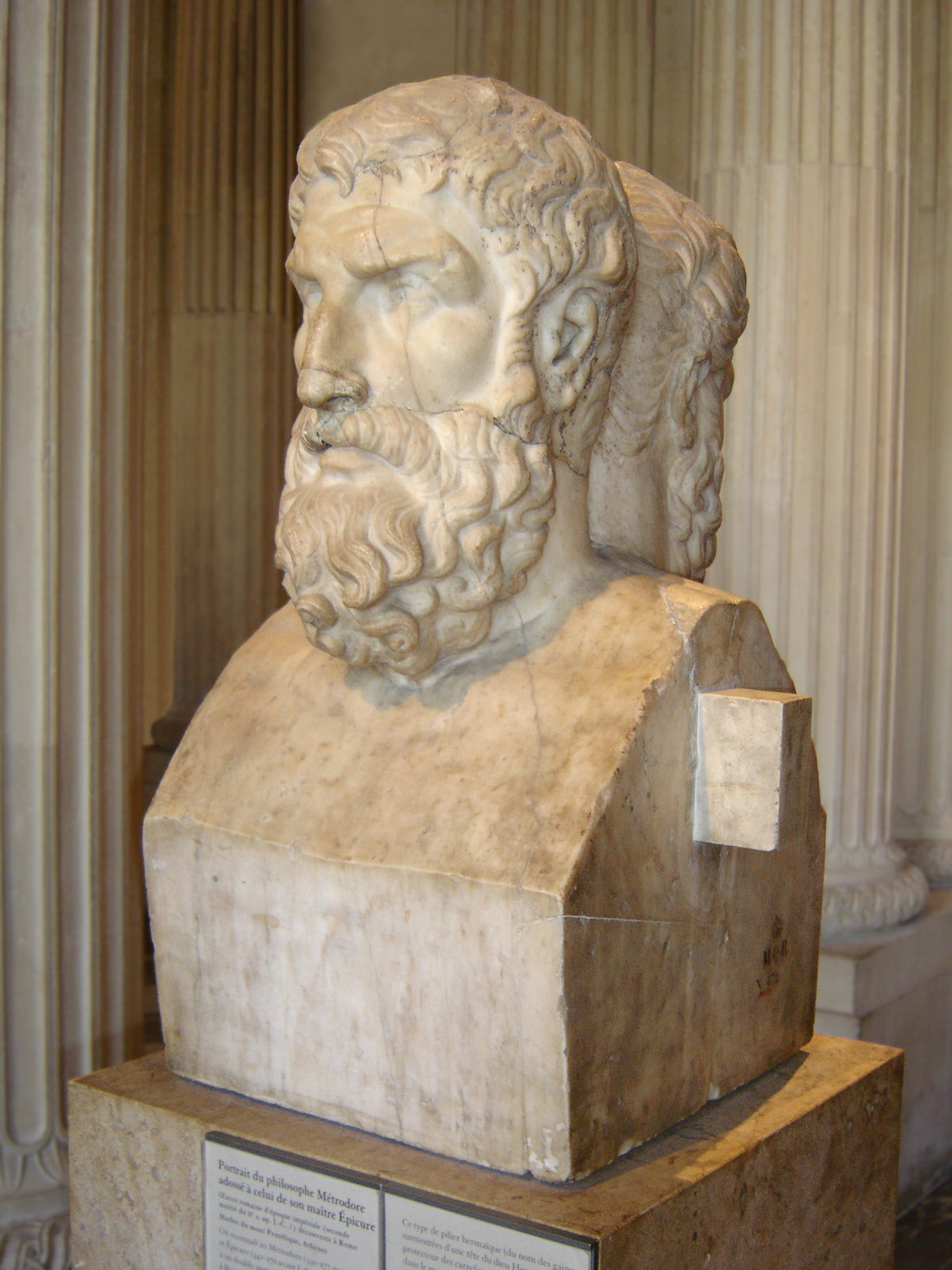
Demokritos atomism adopterades sedan av Epikuros (341–270 BCE).

Kemins rötter kan spåras tillbaks till upptäckten av elden och dess effekter. Eld förändrade ett ämne till ett annat under avgivande av stora mängder värme, och var därigenom av stort intresse för mänskligheten. Eld ledde till upptäckten av järn och glas. Att guld börjat betraktas som värdefullt ledde till upptäckten för hur man renar fram det, men trots att de underliggande principerna bakom inte var särskilt väl undersökta drog man slutsatsen att det rörde sig om en omvandling snarare än en framrening. Flera lärda ansåg i denna tid att det fanns sätt att omvandla billigare (bas-)metaller till guld. Detta banade väg för alkemin och bland annat jakten efter de vises sten, vilken ansågs kunna utföra denna omvandling endast genom dess beröring. Bland de äldsta bevarade skrifterna om alkemi finns Papyrus graecus Holmiensis (Stockholmpapyrusen) och Leiden X-papyrusen.
I antikens Grekland går atomism tillbaka så långt som 440 år f.Kr., indikerat av boken De Rerum Natura författad av den romerske Lucretius 50 år f. Kr. Mycket av utvecklingen av de tidiga framreningsmetoderna beskrivs av Plinius den äldre i hans verk Naturalis Historia.
Flera grekiska filosofer hade funderingar om materiens uppbyggnad. Thales från Miletos (cirka 625-547 f.Kr.) ansåg att allt hade en gemensam ursubstans, nämligen vatten. Anaximenes cirka 570- cirka 526 f.Kr. menade att luft var alltings urämne.
Omkring 500 år f.Kr. ansåg den grekiske filosofen Anaxagoras ca 500-428 att materien var oändligt delbar. En silverkula skulle till exempel kunna delas ett oändligt antal gånger.
Leukippos, som levde på 400-talet f.Kr., ansåg ca 480 f.Kr. däremot att universum var uppbyggt av två beståndsdelar, dels odelbara atomer och dels tomrum. Han menade att atomer var för små för att synas, att de hade olika geometriska former och var i ständig rörelse.
Empedokles cirka 490- cirka 434 f.Kr. lanserade idén om att allt består av jord, luft, eld och vatten. Platon och Aristoteles stödde Empedokles uppfattning.
| En kort historisk översikt: - Egyptisk alkemi [3000 f.Kr. – 400 f.Kr.], formulerar tidiga "element"-teorier. - Grekisk alkemi [332 f.Kr. – 642 e.Kr.], Alexander den store, kung över det antika kungadömet Makedonien, erövrar Egypten och banar väg för biblioteket i Alexandria, som blev ett av världens största bibliotek. - Muslimsk alkemi [642 e.Kr. – 1200 e.Kr.], det muslimska erövrandet av Egypten (i synnerhet Alexandria); utvecklandet av vetenskapliga metoder av Alhazen och Geber (Jābir ibn Hayyān) revolutionerar kemin. - Världsledande institutioner [ca 700 - 1300], Visdomens hus (arabiska: بيت الحكمة; Bait al-Hikma), Al-Andalus (arabiska: الأندلس) och biblioteket i Alexandria (arabiska: الإسكندرية) bidrar ytterligare till kemins utveckling. - Jābir ibn Hayyān, al-Kindi, al-Razi, al-Biruni och Alhazen fortsätter att influera kemin, utveckla den och utöka dess gränser vad gäller både kunskap och experiment. Förutom tekniska framsteg vad gäller processer och apparatur, utvecklade araberna metoder för att bättra renheten av substanser såsom alkoholer, syror, och krut, vilket vid denna tid inte var tillgängligt för européer. - Europeisk alkemi [1100 - nutid], alkemisten Pseudo-Geber bygger vidare på arabisk alkemi. Från 1100-talet gjordes allt fler kemiska upptäckter i västra Europa. - Kemi [1661], Boyle skriver texten The Sceptical Chymist. - Kemi [1787], Lavoisier skriver Elements of Chemistry. - Kemi [1803], Dalton publicerar sin atomteori. |

De tidigaste pionjärerna inom kemi, och uppfinnarna av den moderna vetenskapliga metodiken var medeltida arabiska och persiska vetenskapsmän. De introducerade precisa observationer och kontrollerade experiment inom kemin och upptäckte flera kemiska substanser.
Jābir ibn Hayyān (d. 815), al-Kindi (d. 873), al-Razi (d. 925), al-Biruni (d. 1048) och Alhazen (d. 1039) var alla mycket inflytelserika muslimska kemister. Jābirs arbeten blev vitt kända i Europa genom latinska översättningar i Spanien på 1300-talet av en anonym alkemist, senare kallad pseudo-Geber, som också skrev några av sina egna böcker under pseudonymen "Geber". Bidraget ifrån indiska alkemister och metallurger under kemins utveckling var också signifikant.

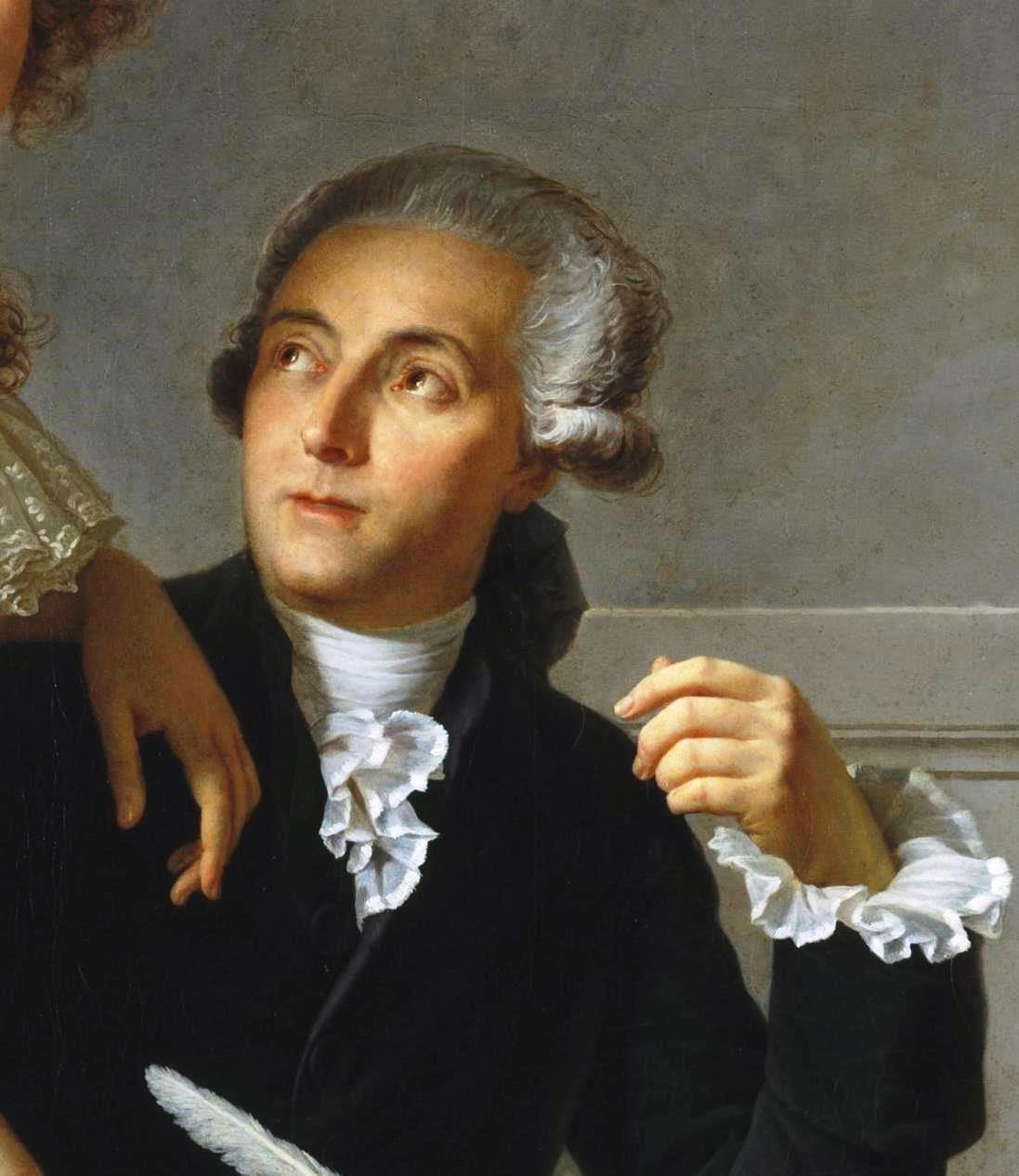
Antoine Laurent de Lavoisier formulerade lagen om massans bevarande år 1773 och bidrog därmed till utvecklandet av den moderna kemin.

Under 1100-talet börjar araberna överflyglas av Västeuropa, som under 1200-talet tog ledningen inom kemins utveckling. Under den här tiden börjar dock alkemin och jakten på guldskapandets hemlighet att ta över fokus inom kemin. Under perioden fanns dock även framstående forskare, som Albertus Magnus, Roger Bacon, Arnoldus från Villanova, Raimundus Lullus, Basilius Valentinus med flera. 
För vissa utövare var alkemi en intellektuell jakt, som de efter hand allt bättre bemästrade. Paracelsus (1493-1541), till exempel, förkastade 4-element-teorin och med endast en vag förståelse för hans kemikalier och mediciner bildade han en hybrid av alkemi och vetenskap i något som kom att kallas iatrokemi. Bland tidens mer framstående kemister märks Georgius Agricola (1494–1556) som egentligen var metallurg, men genom sina undersökningar av malmer starkt bidrog till kemins utveckling. Även Andreas Libavius (1560–1616), som egentligen var läkare bör framhållas inom kemins område. Genom sina läkemedelsundersökningar upptäckte han en rad nya föreningar. En annan läkare, Jan Baptista van Helmont, som var den förste som upptäckte att luftens volym avtar om en kropp förbrinner däri, även om han inte förstod orsaken. Han lyckades även skilja olika typer av gaser från varandra. Han kunde även avfärda alkemin genom att konstatera att ingen metall kunde avskiljas från en lösning, om den inte tidigare funnits löst i den. Johann Rudolph Glauber (1604–1688), var en av de första betydande kemister som inte även var läkare, och relativt fri från samtidens förutfattade meningar.
Med Glauber började kemin delvis ändra karaktär, och systematisk analys av tidigare studier fick en större betydelse inom ämnet. Det influerades filosofer såsom Sir Francis Bacon (1561-1626) och René Descartes (1596-1650), vilka krävde större noggrannhet inom matematiken och att opartiskhet skulle gälla vid vetenskapliga observationer, som ledde till en vetenskaplig revolution. Inom kemin började detta med Robert Boyle (1627-1691) som upptäckte en ekvation känd som Boyles lag, vilken behandlar gasfasens karaktär.
Sedan länge kände man till att ämnen genom förbränning undergick en grundlig förändring. Man kände även till att exempelvis rost väger mer än det oförbrända järnet. Trots det var man övertygad om att vid förbränningen något försvann från ämnet, snarare än att något upptogs. Den som egentligen skapade en teori runt detta var Georg Ernst Stahl, som lade fram teorin om att alla brännbara ämnen innehöll ett ämne, flogiston, som vid förbränningen gick bort, en teori som blev mycket populär vid mitten av 1700-talet. Då Henry Cavendish (1731–1810) upptäckte vätgasen, och visade sig ha flera av de egenskaper man tidigare tillskrivit flogiston, bland annat att förvandla "metallkalker" (oxider) till metall, trodde han sig till en börja ha upptäckt detta ämne. Cavendishs upptäckt kom att leda till ett ökat intresse för gaser, och Joseph Priestleys upptäckt av flera tidigare okända gaser.  
Sedan man fått bättre kännedom om gaserna och de kvantitativa förhållandena vid förbränningen blev flogistonteorin ohållbar. Antoine Lavoisier (1743-1794) var den som genom utvecklade lagen om massans bevarande, uppställd år 1773, kunde dra upp riktlinjerna för den nya kemin och förklara förbränningen som en kemisk reaktion med syre. Ett annat viktigt namn inom kemins utveckling var Claude Louis Berthollet, som spelade in viktig roll i utforskandet av kemiska ämnens affinitet och uppställde de första allmänna teoremet för detta. Även Martin Heinrich Klaproth, som var den förste som i Tyskland antog Lavoisiers system, och Louis Nicolas Vauquelin, som utforskade mineralernas sammansättning och gjorde den känd. Även Jeremias Benjamin Richter bör nämnas, då han var den första att studera vikten hos olika grundämnen och upptäckte en systematik hos dessa, något som kom att John Dalton 1803 lade fram sin atomteori.
Sedan förståelsen av grundämnena och deras reaktioner blivit kända kom de fortsatta upptäckterna snabbt. Joseph Louis Gay-Lussac som var verksam som både fysiker och kemist, gjorde sig känd genom sina undersökningar över gasernas natur och egenskaper. Humphry Davy blev känd genom att med elektricitet lyckas sönderdela kemiska föreningar, och framställde 1807 alkalimetallerna kalium och natrium. Davy kunde även visa att saltsyra inte innehöll syre och Lavoisiers antagande att alla syror innehöll syre måste överges. Louis Jacques Thénard utarbetade tillsammans med Gay-Lussac en metod att analysera organiska föreningar genom förbränning med syrerika ämnen och uppsamling av förbränningsprodukterna, kolsyra och vatten. Härigenom gavs möjligheten att exakt undersöka organiska föreningar och den organiska kemin uppstod som en systervetenskap till den oorganiska kemin. Jöns Jacob Berzelius spelade en viktig roll genom att ge det experimentella underlaget till Daltons atomteori och under användning av Gay-Lussacs volymlag och den av Eilhard Mitscherlich upptäckta isomorfin ge en exakt bestämning av grundämnenans atomvikter. Han utvecklade även laboratoriemetodiken och blev betydelsefull genom sin lärobok i kemi. Michael Faraday blev betydelsefull särskilt inom elektrokemin. Han upptäckte även att kroppar av lika kemisk sammansättning i fysiskt avseende vilket tillsammans med Mitscherlichs upptäckt att olika former av kristallisering kan ge olika egenskaper, vilket blev betydelsefullt för framväxten av den fysikaliska kemin.
Den organiska kemin var trots alla framsteg länge ett okänt område, och många trodde ännu att en särskild livskraft krävdes för bildandet av dessa ämnen. Förste sedan Friedrich Wöhler 1828 lyckats framställa ett urinämne av oorganisk material, kom bevis att de organiska ämnena var underkastade samma lagar som de oorganiska. Justus von Liebig är en av de som har varit viktigaste för kemins utveckling, och var i samarbete med Wöhler avgörande för förståelsen av de kemiska ämnenas betydelse jordens bördighet, och utvecklingen av konstgödning. Han sysslade även med växternas användning för djurens näring, studerade köttets beståndsdelar och bidrog till storskalig framställning av "Liebigs köttextrakt". Tillsammans med Wöhler studerade han även organiska syror och gjorde epokgörande undersökningar av urinsyrans natur. Ett annat viktigt namn var Michel-Eugène Chevreul, som genom att studera fettarterna kunde utreda det kemiska förloppet vid tvålkokningen och genom sina undersökningar av stearinet ge impulsen till dess användning vid ljustillverkning. Jean-Baptiste Dumas bidrog till jordbrukskemins utveckling i Frankrike och var betydelsefull genom sina arbeten om molekylernas lägen i organiska kroppar. August Wilhelm von Hofmann bidrog genom sina undersökningar av anilinfärgerna till att kemisterna inte bara intresserade sig för ämnenas egenskaper och atomvikt utan även efter deras inre struktur. Adolf von Baeyer fortsatte von Liebigs arbete och lyckades skapa syntetiskt framställd indigo. August Kekulé blev betydelsefull inom den organiska kemi genom sin formulering av dek Kekuléska benzolformeln.
Upptäckterna av de kemiska grundämnena har en lång historia som sträcker sig från den tidiga alkemin, med kulmen vid introduktionen av det periodiska systemet av Dmitrij Mendelejev (1834-1907).

## Grundläggande koncept
Flera koncept är essentiella inom kemi, dessa är bland annat:

### Atom
En atom är den basala enheten inom kemi, förutom fria protoner, neutroner, samt elektroner. Den består av en positivt laddad kärna (atomkärnan), vilken oftast innehåller protoner och neutroner, samt ett antal elektroner som tillsammans balanserar atomens laddning. Atomen är den minsta entitet som har påvisats påverka grundämnens kemiska egenskaper, såsom elektronegativitet, löslighet, föredraget/föredragna oxidationsstadium, elektronkonfiguration och föredragna typer av kemiska bindningar (såsom metallbindningar, jonbindningar och kovalenta bindningar).

### Atomkärnan
En atoms kärna och dess antal protoner är vad som ger den sin identitet som grundämne. Litium har tre protoner, syre har åtta, och kisel har fjorton etc. Antalet neutroner i kärnan bestämmer vilken isotop av ett grundämne atomen är. Det finns både stabila och radioaktiva isotoper av de flesta grundämnen. Till exempel har kol en instabil isotop som har fjorton neutroner och kallas kol-14. Den enklaste atomen väteatomens första isotop saknar dock helt neutroner. Om en atomkärna är isolerad och saknar helt elektronskal så är den en fullständigt positivt laddad katjon. Om antalet elektroner överstiger antalet protoner i kärnan, så blir hela atomen en negativt laddad anjon. Fältet inom kemin där atomkärnan specifikt står i centrum kallas för kärnkemi.

#### Proton
En proton är en baryon (ibland också kallad för en elementarpartikel), vars antal i atomkärnan bestämmer atomens identitet. Den består av två uppkvarkar och en nerkvark, som endast kan existera inom varandras proximitet. Tekniskt sett är en enskild proton en positiv vätejon.

#### Neutron
En neutron är likt protoner en baryon (ibland också kallad för en elementarpartikel), fast omvänt uppbyggd av två nedkvarkar och en uppkvark. Den saknar dessutom helt elektrisk laddning. Antalet neutroner i atomkärnan relativt till antalet protoner bestämmer vilken isotop av ett grundämne atomen är. Neutroner har inte någon större påverkan på kemiska reaktioner då de ej attraherar eller attraheras av elektriska laddningar, men kan ändå hos lättare grundämnen göra att reaktionsmekanismer sker långsammare och därmed ge nya kemiska egenskaper. Som exempel på detta så finns det en mindre skillnad på kemiska egenskaper mellan en vanlig vattenmolekyl och en molekyl av tungt vatten. Olika isotoper kan också kräva mer eller mindre energi för att byta aggregationstillstånd. Till exempel kan kokpunkter hos flytande ämnen variera.

### Elektron
En elektron är en elementarpartikel och består ej av kvarkar. Den har en lika stor laddning som protoner men är negativ, och har ungefär 2'000 gånger mindre massa än protoner och neutroner. Således är det främst atomkärnan som utgör atomens massa men främst elektroner som utgör atomens volym. Det är elektroner i en atoms yttersta elektronskal, så kallade valenselektroner, som ansvarar för de allra flesta kemiska reaktioner. Detta sker genom att elektroner ges, tas eller delas av olika atomkärnor.

### Orbitaler
Elektroner som tillhör en atom existerar i ett tillstånd som kan liknas vid ett "moln" av sannolikhet. Enligt Werner Heisenbergs osäkerhetsprincip så kan inte både en elektrons hastighet och lokalitet vara bestämd i rumtiden vid samma tidpunkt. Dessa tillstånd hos atomers elektroner kallas för orbitaler. I det periodiska systemet så delas orbitaler in i fyra block; s-blocket, p-blocket, d-blocket och f-blocket.

### Grundämne

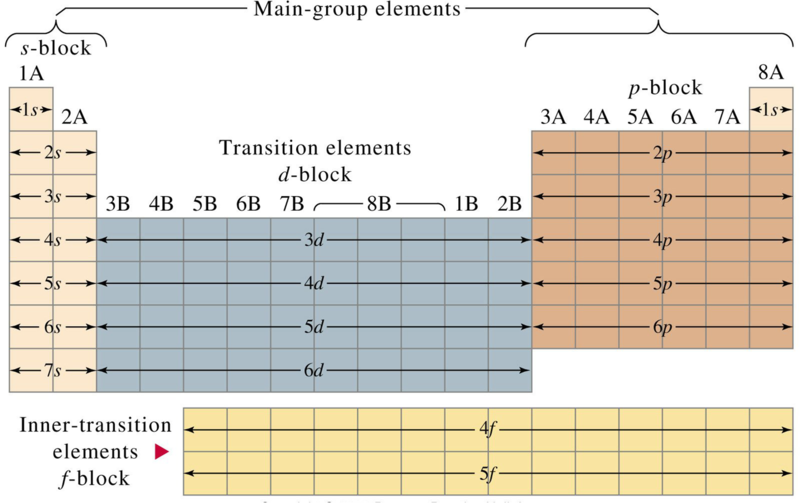
Periodiska systemet. Grupperna löper lodrätt och perioderna vågrätt.

Ett grundämne är ett kemiskt ämne som består av endast en typ av atomer. Olika grundämnen karaktäriseras av antalet protoner i grundämnets atomkärna. Detta antal benämns som grundämnets atomnummer. Exempelvis tillhör samtliga atomer med 6 protoner i sin atomkärna grundämnet kol, och alla atomer med 92 protoner i sin atomkärna grundämnet uran. Baserat på antalet protoner finns det 92 stycken naturliga grundämnen. Ytterligare 18 har blivit erkända av IUPAC som endast artificiellt existerande. Även om samtliga atomkärnor av ett grundämne har samma antal protoner kan antalet neutroner skilja sig ifrån antalet protoner. Denna typ av atomer benämns isotoper, och det kan finnas flera olika isotoper av samma grundämne.
En ofta använd sammanställning av de kemiska grundämnena är det periodiska systemet, som grupperar grundämnena efter atomnummer. Det periodiska systemet är också uppdelat i grupper (lodräta kolumner) och i perioder (vågräta kolumner). Grupperna består i regel av kemiska grundämnen med liknande kemiska egenskaper och benämns med olika triviala namn såsom alkalimetaller, alkaliska jordmetaller, halogener och ädelgaser. Tack vare särskilda trender i kemiska egenskaper följer indelningen delvis egenskaper såsom atomradie, elektronegativitet, med flera.

### Kemisk förening
En kemisk förening är ett kemiskt ämne sammansatt av olika grundämnen, vilka bestämmer substansens kemiska struktur och sammansättning. Struktur och sammansättning bestämmer i sin tur ämnets kemiska egenskaper. Exempelvis är vatten en kemisk förening som består av väte och syre i kvoten 2 till 1, med syreatomen lokaliserad mellan de två väteatomerna i en vinkel på 104,5°.

### Kemisk substans
En kemisk substans är en typ av materia med en bestämd kemisk sammansättning och bestämda kemiska egenskaper. Strikt sett är inte blandningar av grundämnen eller kemiska föreningar kemiska substanser, utan kemikalier. De flesta substanser vi stöter på i vardagen är någon form av blandning: luft, legeringar, biomassa, etcetera.
Kemiska substansers nomenklatur är en kritisk del av det kemiska språket. Historiskt namngavs kemiska substanser efter dess upptäckare, något som ledde till både viss förvirring och svårighet. Nuförtiden tillämpas ett väldefinierat namngivningssystem reglerat av International Union of Pure and Applied Chemistry (IUPAC) som ger möjlighet att med namn identifiera specifika föreningar. Dessutom har Chemical Abstracts Service utvecklat en metod för att ge index åt kemiska substanser, ett index som kallas CAS-nummer.

### Molekyl

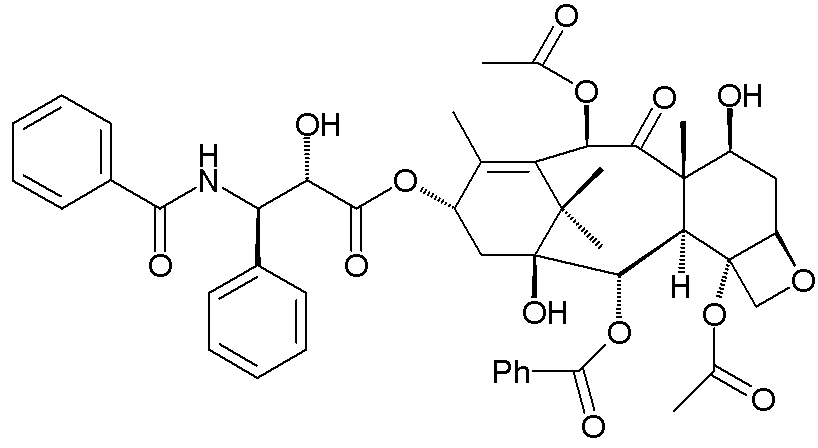
En molekylstruktur illustrerar bindningarna och de relativa atompositionerna hos atomerna i en molekyl, såsom för paklitaxel här.

En molekyl består vanligtvis av atomer ihopbundna med kovalenta bindningar på ett sådant sätt att strukturen är elektriskt neutral, till skillnad ifrån joner, och så att alla valenselektroner är associerade med andra elektroner i antingen bindningar eller i fria elektronpar.
Geometrin hos en molekyl är ofta av vikt, och benämns som dess molekylära geometri. Geometrin hos molekyler med endast ett fåtal atomer kan ofta vara triviala, men strukturen hos molekyler med många atomer kan vara helt avgörande för dess kemiska natur.

### Mol
En mol är den mängd kemisk substans som innehåller lika många elementära enheter (atomer, molekyler eller joner) som det finns i 0,012 kilogram (eller 12 gram) kol-12, där kol-12-atomerna är obundna, ej involverade i reaktion och befinner sig i dess lägsta energistadium. Detta antal är känt som Avogadros konstant och är empiriskt bestämt. Värdet är approximativt 6,02214179 × 1023 mol−1. Ett sätt att försöka förstå betydelsen av termen mol är att jämföra det med termer såsom dussin. På samma sätt som att ett dussin är lika med 12 är ett mol lika med 6,02214179 × 1023. Termen mol underlättar behandlande av de annars mycket stora talmängderna som uppkommer när man talar om antalet molekyler.
Antalet mol substans i en liter lösning benämns som dess molaritet. Molaritet är grundenheten i vilken man anger koncentrationen av en lösning.

### Joner och salter
En jon är en laddad partikel, en atom eller molekyl, som har förlorat eller upptagit en eller fler elektroner. Positivt laddade katjoner (exempelvis natrium-katjon, Na+) och negativt laddade anjoner (exempelvis klorid Cl-) kan bilda kristallstrukturer av neutrala salter (exempelvis natriumklorid NaCl).
Joner i gasfas kallas ofta för plasma.

### Syror och baser
En substans kan ofta klassificeras som en syra eller som en bas. Denna urskiljning gör oftast på basis av en särskild typ av reaktion, nämligen utbytet av protoner mellan kemiska substanser. Den amerikanske kemisten Gilbert Newton Lewis utvecklade denna definition och lät den omfatta även reaktioner som inte äger rum i en vattenlösning. Definitionen Lewis arbetade fram lade fokus på det laddningsutbyte som äger rum i reaktionen. Det finns flera andra sätt efter vilka substanser kan bli klassificerade som syror eller baser, något som blir uppenbart i konceptets historia.

### Fas
Utöver de specifika kemiska egenskaper som används för att särskilja olika kemiska ämnen kan de dessa också existera i olika faser. Oftast påverkas inte särskiljningen av ämnen av dessa bulkegenskaper, men det finns ovanliga faser som är inkompatibla med vissa kemiska egenskaper. Fas är ett specifikare begrepp än aggregationstillstånd; materia i samma aggregationstillstånd kan vara uppdelat på flera olika faser, men materia i olika aggregationstillstånd bildar alltid olika faser. Vilken fas ett ämne befinner sig i beror på omgivningens temperatur och tryck, något som kan beskrivas i ett fasdiagram. Normalt är endast en av faserna termodynamiskt stabil, men vid en fasgräns (en linje i fasdiagrammet) är två former stabila. Där tre fasgränser möts har ämnet en trippelpunkt, och alla tre faserna befinner sig i jämvikt. Enligt Gibbs fasregel kan inte fler än tre fasgränser mötas i samma punkt. Ibland kan distinktionen mellan faserna vara kontinuerlig, istället för att ha en precis avgränsning, och i så fall anses materien vara i superkritiskt tillstånd.
De vanliga exemplen på faser brukar vara fast fas, vätskefas och gas. Många föreningar har möjlighet att uppnå flera fasta faser. Exempelvis kan järn vara i tre fasta faser (alfa, gamma och delta) som varierar beroende på temperatur och tryck. Mindre kända faser inkluderar bland annat plasma, Bose–Einstein-kondensat och fermioniskt kondensat, samt de magnetiska materialens faser paramagnetism och ferromagnetism.

### Redox
Redox är ett koncept som bygger på att kemiska föreningars atomer kan förlora eller få elektroner. Föreningar som kan oxidera andra föreningar sägs vara oxidativa och kallas gemensamt oxidationsmedel eller elektronacceptorer. Ett oxidativt ämne avlägsnar elektroner ifrån ett annat ämne. På samma vis kallas ämnen med möjlighet att föra över elektroner till ett annat ämne för reduktionsmedel eller elektrondonatorer. Ett reduktionsmedel överför elektroner till ett annat ämne, och oxideras själv således. Oxidation och reduktion refererar egentligen korrektare till en ändring i oxidationstal; en egentlig överföring av elektroner kanske inte inträffar. Således definieras oxidation bättre som en ökning i oxidationstal, och reduktion som en minskning i oxidationstal.

### Kemisk bindning

Illustration av atom- och molekylorbitaler.

En kemisk bindning är en attraktion mellan atomer eller molekyler som står för bildandet av kemiska föreningar, vilka består av två eller fler associerade atomer. En kemisk bindning är attraktionen som uppstår på grund av elektromagnetiska krafter mellan motsatta laddningar, antingen mellan elektroner och cellkärna, eller som ett resultat av dipol-attraktion. Styrkan hos kemiska bindningar varierar mycket; det finns "starka bindningar" så som kovalent bindning eller jonbindning och "svaga bindningar" såsom dipol-dipolbindning, van der Waals-bindning eller vätebindning.
I många enkla föreningar räcker ofta teorier såsom VSEPR-teorin och konceptet oxidationstal för att förklara de kemiska strukturerna och dess sammansättning. På liknande sätt kan teorier från klassisk fysik användas för att beskriva många joners struktur. Mer komplicerade föreningar, såsom metallkomplex, kräver dock generellt att molekylär orbital-teori tillämpas.

### Kemisk reaktion
En kemisk reaktion är en process som leder till omvandlingen av ett kemiskt ämne till ett annat. Kemiska reaktioner kan antingen vara spontana och inte behöva någon tillsats av energi, eller icke-spontana, som då inträffar endast efter tillsats av någon typ av energi, exempelvis värme, ljus eller elektricitet.
Kemiska reaktioner inkluderar dels omvandlingar som strikt involverar omfördelning av elektroner i bildande och brytande av kemiska bindningar, men inkluderar även omvandlande av elementarpartiklar såväl som kärnreaktioner. Några vanliga typer av kemiska reaktioner, som alla endast involverar bildande och brytande av kemiska bindningar, inkluderar oxidation, reduktion, dissociation, syra-basreaktion och omlagring.
En kemisk reaktion kan illustreras med en reaktionsformel. I en kemisk reaktion som inte involverar en kärnreaktion är antalet atomer på båda sidor i ekvationen lika, för kärnreaktioner är detta dock endast sant för kärnpartiklarna protoner och neutroner. De kemiska ämnena som initialt reagerar i en kemisk reaktion kallas reaktanter.
Den sekvens av steg i vilken en omorganisation av de kemiska bindningarna kan äga rum under en kemisk reaktion benämns som reaktionens reaktionsmekanism. En kemisk reaktion kan visualiseras som att ske i ett antal steg, vilka alla kan ske med olika hastighet. Många intermediat med varierande stabilitet kan då studeras under en reaktions gång. Flera forskare idag specialiserar sig på att undersöka och föreslå mekanismer för olika kemiska reaktioner.

#### Kärnreaktion
Det finns en annan typ av reaktion som involverar atomer som kallas för kärnreaktion där reaktionen sker i atomkärnan istället för mellan atomers valenselektroner. Till skillnad från en vanlig kemisk reaktion så är dessa fenomen begränsade till enskilda atomer, även om de indirekt kan påverka kemiska substanser. Dessutom kan dessa reaktioner påverka atomkärnans massa olikt andra kemiska reaktioner som involverar utbytet av elektroner. Det finns ett helt fält av kemi som är tillägnat dessa reaktioner vid namn kärnkemi.

### Jämvikt
Kemisk jämvikt uppkommer när fler än en möjlig kemisk förening är möjlig. Exempel på detta är en blandning av flera olika kemiska föreningar som kan reagera med varandra, eller när en förening kan befinna sig i fler än en typ av fas. Ett system med kemiska föreningar som befinner sig vid jämvikt, trots oförändrade koncentrationer av de olika ämnena, är oftast inte statiskt; de kemiska föreningarnas molekyler fortsätter att reagera med varandra trots jämvikten, och ger på så vis upphov till en dynamisk jämvikt. Således beskriver konceptet kemisk jämvikt fallet då parametrar såsom de kemiska koncentrationerna hålls konstanta över tid, men som trots detta oftast är dynamisk.

### Energi
Inom kemi är energi en egenskap hos kemiska ämnen som uppkommer till följd av dess atom- eller molekylstruktur eller sammanlagda struktur. Eftersom en kemisk omvandling alltid associeras med en förändring i en eller flera av dessa strukturer, så kommer en omvandling alltid innebära en ökning eller minskning av energin hos de kemiska ämnen som är involverade. Viss energi kan växlas med omgivningen i form av värme eller ljus, vilket gör att reaktanternas totala energi både kan ha ökat eller minskat. En reaktion sägs vara exoterm om den totala energin hos reaktanterna minskar, alltså avger energi till omgivningen. Tvärtom sägs en reaktion vara endoterm om upptag ifrån omgivningen sker.
En kemisk reaktion är aldrig möjlig om inte reaktanterna överstiger en energibarriär som benämns som aktiveringsenergin. Hastigheten av en kemisk reaktion vid en given temperatur förhåller sig till aktiveringsenergin, E, enligt Boltzmanns ekvation {\displaystyle e^{-E/kT}} - alltså sannolikheten att molekyler har en högre eller samma energi som E vid en given temperatur T. Detta exponentiella förhållande mellan reaktionshastighet och temperatur är känt som Arrhenius ekvation. Aktiveringsenergin som krävs för en kemisk reaktion kan tillföras som ljus, elektricitet, mekanisk kraft eller i form av ultraljud.
Ett relaterat koncept är fri energi, vilket också tar entropi i beräkning. Fri energi är inom kemisk termodynamik mycket användbart för att förutsäga huruvida en reaktion kommer genomföras och för att fastställa en reaktions jämviktspunkt. En reaktion är möjlig endast om den totala förändringen i Gibbs fria energi är negativ, {\displaystyle \Delta G\leq 0\,}; om den är lika med noll sägs reaktionen vara i jämvikt.
Det finns endast ett begränsat antal energinivåer för elektroner, atomer och molekyler. Dessa bestäms av kvantmekanikens lagar, vilka kräver kvantisering av energi.
Vilken fas ett kemiskt ämne befinner sig i bestäms alltid av dess egen och omgivningens energi. När de intramolekylära krafterna inom ett ämne är tillräckligt starka för att omgivningens energi inte ska överstiga dem, befinner sig ämnet i en mer ordnad fas som vätska eller fast ämne såsom med exempelvis vatten (H2O), som är en vätska vid rumstemperatur då dess molekyler interagerar med vätebindningar. Detta till skillnad ifrån svavelväte (H2S), som är en gas vid rumstemperatur och standardtryck då dess molekyler interagerar med svagare dipol-dipolbindningar.
Att det finns karaktäristiska energinivåer för olika kemiska ämnen är användbart för analyser genom att undersöka spektrallinjer. Olika typer av spektra används ofta med tekniker inom kemisk spektroskopi, exempelvis IR, NMR och ESR. Spektroskopi används också för att identifiera sammansättningen av avlägsna objekt, såsom stjärnor och galaxer, genom att analysera dess strålningsspektra.

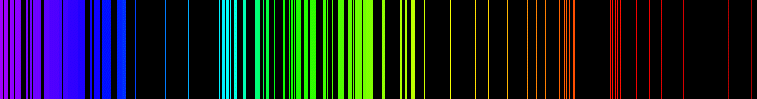
Ett emissionsspektrum för järn.

Termen kemisk energi används ofta för att indikera potentialen hos ett kemiskt ämne att omvandlas genom en kemisk reaktion, eller potentialen att omvandla andra ämnen.

## Kemins grenar
Kemi delas ofta in i flera underdiscipliner. Det finns förutom detta också flera områden som går tvärs över disciplinerna, och områden som är mer specialiserade.
- Analytisk kemi är en gren inom kemin som inriktar sig på undersökning av prover för att deras beståndsdelar och kemiska struktur. Analytisk kemi använder flera standardiserade experimentella metoder. Dessa metoder kan användas inom alla kemiska discipliner, förutom de rent teoretiska.
- Biokemi är den del av kemin som studerar kemiska föreningar, kemiska reaktioner och kemiska processer som äger rum inom levande organismer. Biokemi och organisk kemi är mycket närbesläktade, likt läkemedelskemi och neurokemi. Biokemi är också nära associerat med molekylärbiologi och genetik.
- Oorganisk kemi studerar egenskaperna och reaktionerna hos oorganiska föreningar. Distinktionen mellan organisk och oorganisk kemi är inte absolut, och de överlappar varandra, exempelvis inom metallorganisk kemi.
- Materialkemi är ett ämnesområde som behandlar olika typer av material och deras tekniska egenskaper. Primära forskningsområden inkluderar fasta fasers (fast form, flytande form och polymerer) kemi och övergångarna mellan olika faser.
- Neurokemi undersöker neuromolekyler, inklusive signalsubstanser, peptider, protein, sockerarter och nukleinsyror, deras interaktioner samt dess roll i bildandet, upprätthållandet och modifierandet av nervsystemet.
- Kärnkemi är ett fält i kemin som studerar bland annat radioaktivitet, processer i atomkärnan och atomkärnans egenskaper. Transmutation är en stor del av kärnkemin, och isotoptabellen är resultat av, samt viktigt verktyg för, kärnkemin.
- Organisk kemi studerar organiska molekylers strukturer, egenskaper, sammansättning, samt deras mekanismer och reaktioner. En organisk substans definieras som en förening som innehåller kolatomer.
- Fysikalisk kemi är ett fält som studerar de fysiska och fundamentala grunderna i kemiska system och processer, i synnerhet energin och dynamiken hos dessa. Viktiga områden inkluderar kemisk termodynamik, kinetik, elektrokemi, statistisk mekanik, spektroskopi och astrokemi.[46] Fysikalisk kemi överlappar i hög grad molekylfysiken. Fältet associeras ofta med kvantkemi och teoretisk kemi. Fysikalisk kemi inkluderar också kemisk fysik, och det är oundvikligt att man som fysikalisk kemist jobbar emellanåt inom detta fält.
- Teoretisk kemi använder sig av matematik och fysik för att förklara eller förutsäga kemiska fenomen. Inom området återfinns bland annat kvantkemi och beräkningskemi. Teoretisk kemi överlappar mycket med den kondenserade materiens fysik och molekylärfysik.

Andra områden inkluderar atmosfärskemi, elektrokemi, farmakologi, fotokemi, geokemi, grön kemi, hydrogenering, immunohistokemi, jordbrukskemi, kemins historia, kemisk biologi, kemiteknik, läkemedelskemi, matematisk kemi, mekanokemi, miljökemi, molekylärbiologi, nanoteknik, oenologi, petrokemi, termokemi, ytkemi, och många fler.

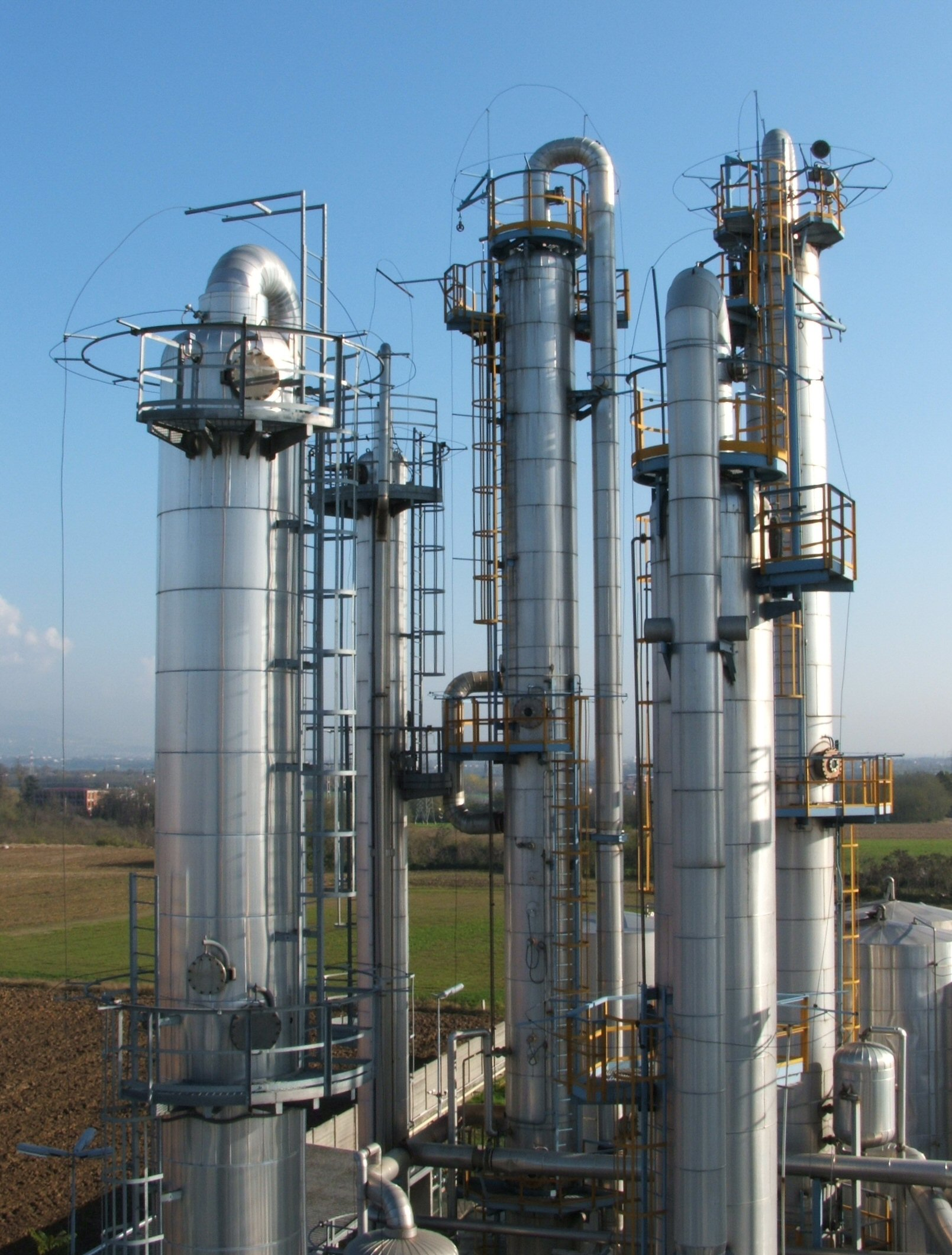
Destillationskolonner i industriell skala - ett exempel på kemiteknik.

## Kemins tillämpning
Olika tillämpningar av kemin har förbättrat livskvaliteten och livslängden för ett stort antal människor, men också skapat nya problem som till exempel miljöförstöring. Mat består av kemiska ämnen, många datorskärmar består av flytande kristaller som tillverkats av kemikalier i flera steg och människors tankar och känslor styrs av kemiska signalämnen i hjärnan.
Garvare kan betraktas som ett av världens äldsta yrken. Framställningen av metaller som brons och järn var historiskt viktig för att den gjorde det möjligt att tillverka olika redskap.
Dricksvattnet från vattenverk förhindrar att människor insjuknar och dör i sjukdomar som till exempel kolera. Reningsverk gör att många slipper simma och fiska i vatten som är förorenat av avloppsvatten. Förr i tiden, när dricksvattnet inte hade den kvalitet som det har i västvärlden idag jäste man öl och vin och använde som måltidsdryck.
Haber-Boschmetoden fixerar kväve från luften i industriell skala och används för att tillverka gödningsmedel till jordbruket och förser indirekt en stor del av jordens befolkning med livsmedel. Olika bekämpningsmedel skyddar också grödorna från angrepp av skadedjur och ogräs. Problemet med dessa kemikalier är dock att de när de läcker ut från jordbruket ofta har oönskade konsekvenser i form av övergödning av vatten och toxiska egenskaper när de kommer in i ekosystemen.
Polymerteknologin förser oss med till exempel papper, hygienprodukter, konstruktionsmaterial, textilier, lim, lack och målarfärg. Ett problem som uppstår är dock att eftersom många av dessa material inte finns naturligt så kan de vara svåra för naturen att bryta ned. Dessutom kan många additiv läcka ut i naturen och vara giftiga.
Läkemedelsindustrin framställer läkemedel som behandlar olika sjukdomar. Antibiotika används för att bota sjukdomar som tidigare var dödliga. Preventivmedel ger människor möjligheten att njuta av sex utan att oroa sig för en eventuell graviditet. Läkemedel som läcker ut i miljön kan dock ge oväntade konsekvenser, därför är det viktigt att alltid lämna in oanvända läkemedel till apoteket för destruktion.